# Pařidla
Pařidla (zastarale Paředly, německy Paredl) je název zaniklé osady, která byla součástí rovněž zaniklé obce Kopisty v okrese Most v Ústeckém kraji. Nacházela se v nadmořské výšce 249 metrů, zhruba 2,5 km severně od starého města Mostu. Pařidla byla zbořena v letech 1967–1969 kvůli rozšíření těžby hnědého uhlí.

## Historie

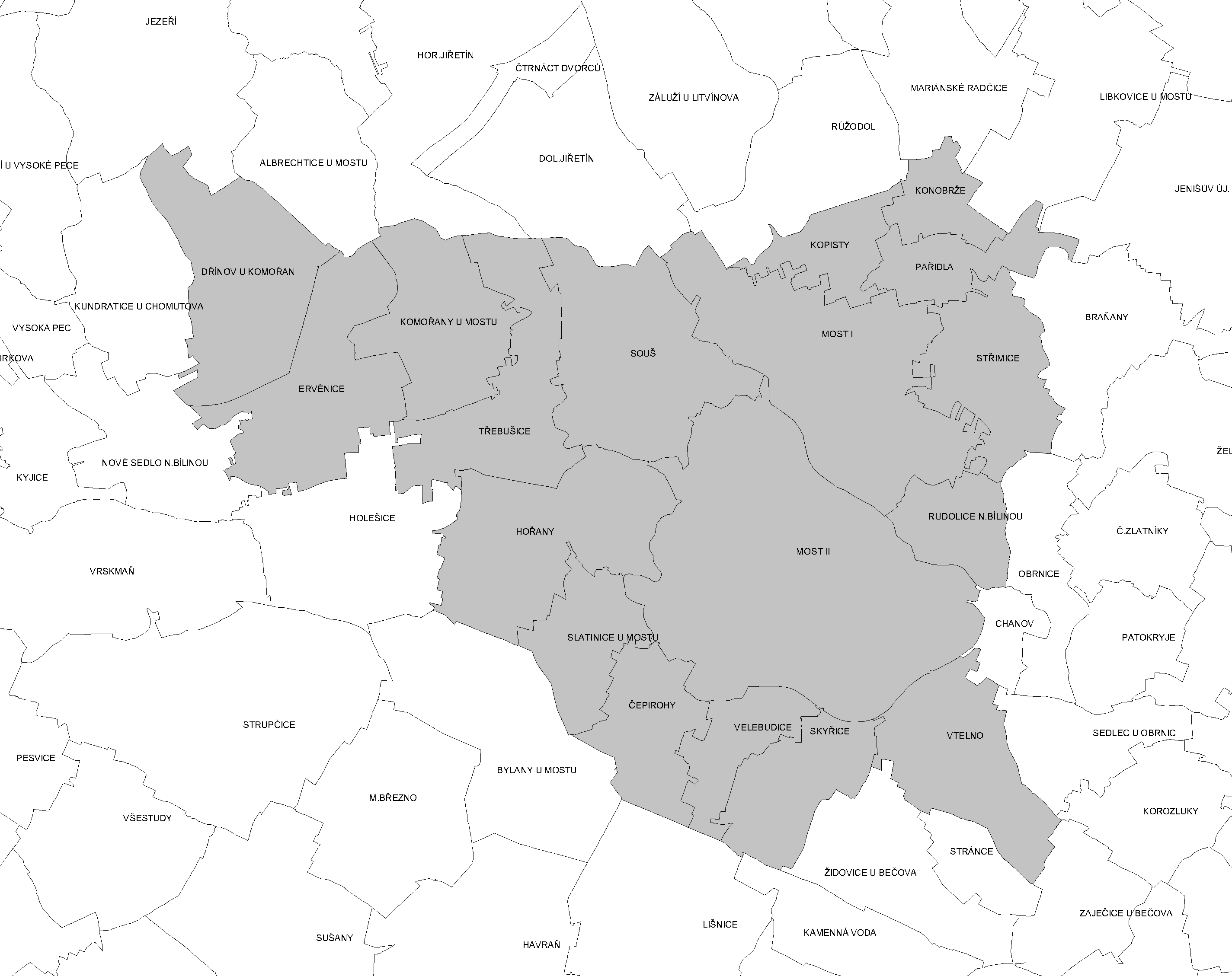
Katastrální území Mostu

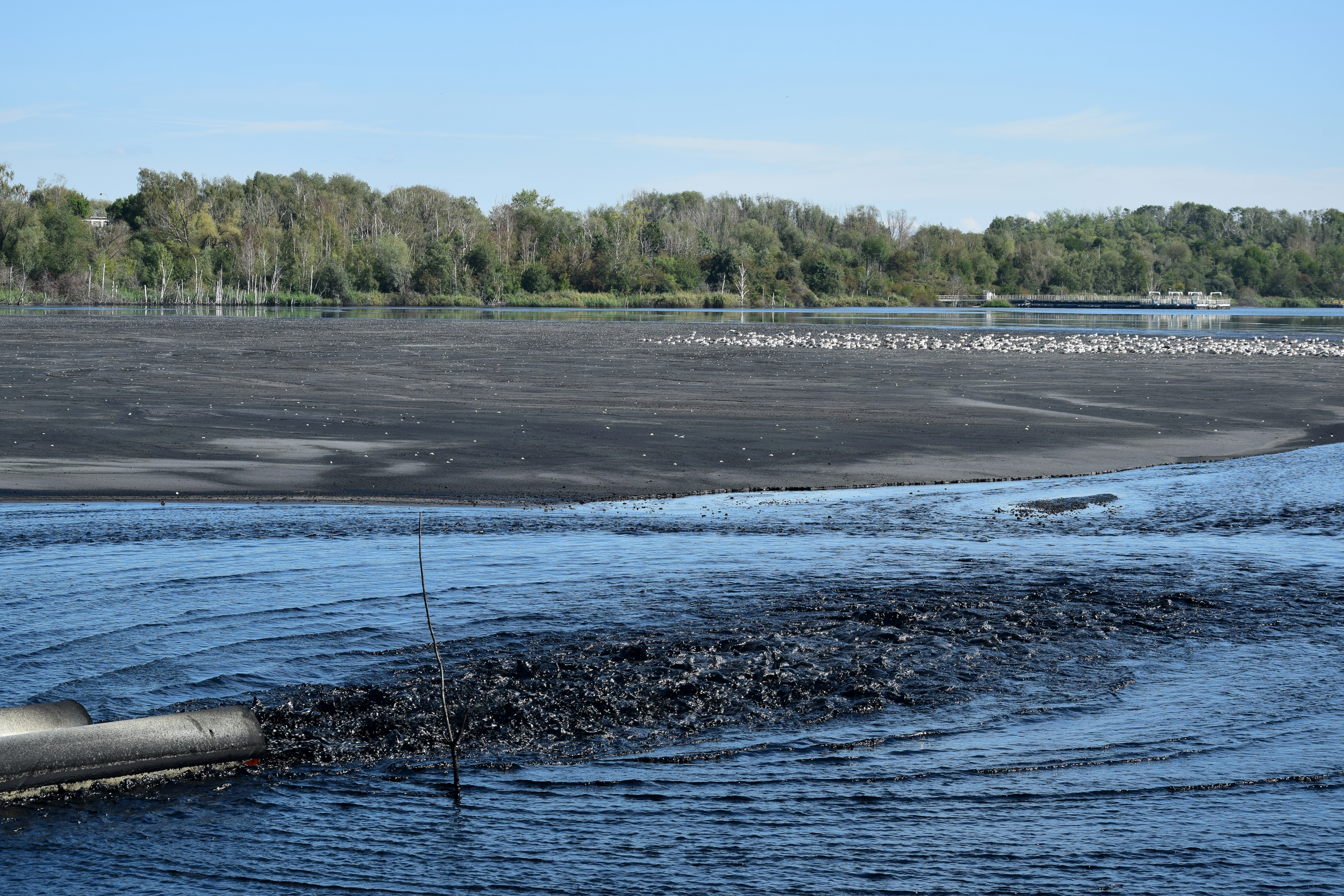
Jezero Venuše

První písemná zmínka o Pařidlech se nachází v listině krále Jana Lucemburského z roku 1341, ve které panovník potvrzuje klášteru v Oseku jeho majetek včetně části dvora v Pařidlech. Pro následující staletí nejsou majitelé přesně známi. Nejspíš se jednalo o církev. V roce 1456 je zmiňován klášter na Zderaze, v letech 1564 klášter ve Světci. Na počátku 17. století byla majitelem vsi a místní tvrze drobná šlechta. V polovině 17. století se Pařidla stala součástí statku Židovice a patřila zahražanskému klášteru magdalenitek u Mostu. V roce 1659 se staly samostatným statkem, který v roce 1667 odkázal Martin Meiner mosteckému kostelu sv. Anny. V roce 1785 přešla Pařidla do majetku náboženského fondu, který je vlastnil až do roku 1848.

Obec byla zlikvidována v letech 1967–1969 při těžbě hnědého uhlí.

## Přírodní poměry
Na místě vesnice se nacházel povrchový lom Ležáky. Po jeho vytěžení byl v rámci rekultivace důlní jámy vytvořeno jezero obklopené výsypkami, do kterého se od roku 1978 ukládají popeloviny energetických provozů. Od roku 2004 se do popelové skládky ukládá hydrosměs určená k dotvarovaní terénu před biologickou rekultivací.

## Obyvatelstvo

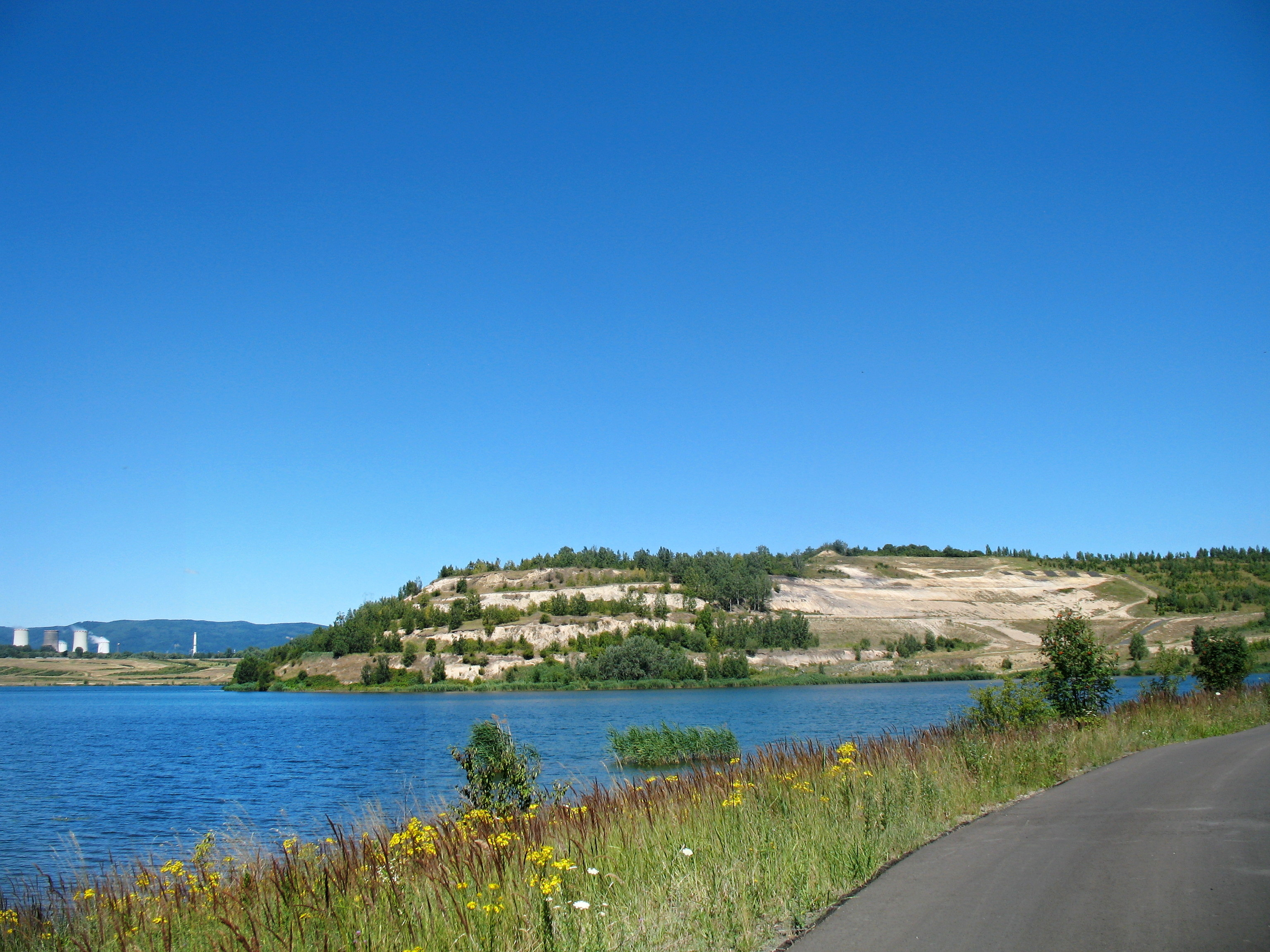
Pohled na místo na severovýchodním břehu Jezera Most, kde stávala ves Pařidla

Při sčítání lidu v roce 1921 ve vsi žilo 488 obyvatel (z toho 250 mužů), z nichž bylo 242 Čechoslováků, 241 Němců a pět cizinců. Většina se hlásila k římskokatolické církvi, dva byli evangelíci a dvě stě lidí bylo bez vyznání. Podle sčítání lidu z roku 1930 měla vesnice 383 obyvatel: 168 Čechoslováků, 213 Němců, jednoho příslušníka jiné národnosti a jednoho cizince. Převládali římští katolíci, ale čtyři lidé byli evangelíky, jeden člen církve československé a 113 jich bylo bez vyznání.
|           | 1869 | 1880 | 1890 | 1900 | 1910 | 1921 | 1930 | 1950 | 1961 |
| --------- | ---- | ---- | ---- | ---- | ---- | ---- | ---- | ---- | ---- |
| Obyvatelé | 190  | 276  | 253  | 399  | 433  | 488  | 383  | 271  | 168  |
| Domy      | 34   | 36   | 35   | 37   | 42   | 40   | 48   | 48   | .    |

## Pamětihodnosti
V Pařidlech byl na konci 17. nebo v první polovině 18. století vystavěn patrový zámek, který byl na konci 19. století přestavěn.

## Osobnosti
- Eduard Löwa (1868–1938), politik